# Acronicta laetifica
Acronicta laetifica là một loài bướm đêm trong họ Noctuidae.